# Győröcske
Győröcske là một thị trấn thuộc hạt Szabolcs-Szatmár-Bereg, Hungary. Thị trấn này có diện tích 2,13 km², dân số năm 2010 là 132 người, mật độ 62 người/km².